# Wausaukee (thị trấn), Wisconsin
Wausaukee là một thị trấn thuộc quận Marinette, tiểu bang Wisconsin, Hoa Kỳ. Năm 2010, dân số của thị trấn này là 1.035 người.